# Deir al-Hatab
Deir al-Hatab, en arabe : دير الحطب, est un village du gouvernorat de Naplouse en Palestine, situé à 5 km à l'est de Naplouse, au centre de la Cisjordanie.
Selon le recensement du bureau central palestinien des statistiques, la localité compte une population de 2 838 habitants en 2017.